# Politiske grupper i Europa-Parlamentet
Medlemmerne af Europa-Parlamentet er organiseret i politiske grupper i Europa-Parlamentet efter politisk tilhørsforhold. For at danne gruppe i Europa-Parlamentet kræves det at mindst 25 MEP'er fra mindst en fjernedel af medlemslandene i EU deltager i gruppen. Parlamentsmedlemmer kan også være løsgængere i Europa-Parlamentet i stedet for at tilhøre af en de politiske grupper i parlamentet.
Der er efter dannet 7 politiske grupper i Europa-Parlamentet:
| Gruppe                                                  | Europartier                                                                                  | Leder                                                 | Est. | Antal MEP i 2019 | Ændring ved Brexit | Antal MEP i 2021 |
| ------------------------------------------------------- | -------------------------------------------------------------------------------------------- | ----------------------------------------------------- | ---- | ---------------- | ------------------ | ---------------- |
| Det Europæiske Folkeparti                               | Det Europæiske Folkeparti                                                                    | Manfred Weber (Tyskland)                              | 2009 | 182 / 751        | −0 +5              | 175 / 703        |
| Det Progressive Forbund af Socialdemokrater             | De Europæiske Socialdemokrater                                                               | Iratxe García (Spanien)                               | 2009 | 154 / 751        | −10 +3             | 145 / 703        |
| Forny Europa                                            | Alliancen af Liberale og Demokrater for Europa Det Europæiske Demokratiske Parti             | Dacian Cioloș (Rumænien)                              | 2019 | 108 / 751        | −17 +7             | 97 / 703         |
| Identitet og Demokrati                                  | Identitet og Demokrati Partiet                                                               | Marco Zanni (Italien)                                 | 2019 | 73 / 751         | −0 +3              | 74 / 703         |
| De Grønne/Europæiske Frie Alliance                      | De Europæiske Grønne Europæiske Frie Alliance Europæiske Pirat Parti Volt Europa             | Ska Keller (Tyskland) & Philippe Lamberts (Belgien)   | 1999 | 74 / 751         | −11 +4             | 73 / 703         |
| Europæiske Konservative og Reformister                  | Alliancen af Europæiske Konservative og Reformister Europæiske Kristen Politiske Bevægelse   | Raffaele Fitto (Italien) & Ryszard Legutko (Polen)    | 2009 | 62 / 751         | −4 +3              | 62 / 703         |
| Forenede Europæiske Venstrefløj/ Nordisk Grønne Venstre | Europæisk Venstreparti Nordisk Grønne Venstre Alliance Det er Folkets tur Nu Dyre Politik EU | Manon Aubry (Frankrig) & Martin Schirdewan (Tyskland) | 1995 | 41 / 751         | −1 +0              | 39 / 703         |
| Gruppeløse                                              | Alliancen for Fred og Frihed Initiativ fra Kommunistiske og Arbejderpartier                  | -                                                     | -    | 57 / 751         | −30 +2             | 38 / 703         |